# عبد المولى لنقي
عبد المولى لنقي (1931 - 2 يناير 2022)، نائب ووزير وسياسي ليبي، يُعدُّ من رجال السياسة بالعهد الملكي في ليبيا، شغل منصب وزير الصحة في حكومة عبد المجيد كعبار، وكلف وزيرا للعمل والشؤون الاجتماعية في حكومات محمد عثمان الصيد ومحمود المنتصر الثانية وحسين مازق، وفاز بعضوية مجلس النواب عن دائرة البركة بمدينة بنغازي خلال الفترة من 1960 إلى 1964.

## مولده
ولد عبد المولى لنقي في بنغازي عام 1931م، ودرس تعليمه الأساسي فيها، ثم التحق بكلية سان مارك بالإسكندرية.

## إنجازاته
وقع لنقي -خلال توليه حقيبة وزارة العمل والشؤون الاجتماعية التي كانت تشرف على قطاع الشباب والرياضة- عقود إنشاء المدينتين الرياضيتين في كل من طرابلس وبنغازي، وذلك وبعد قبول طلب ليبيا باستضافة الدورة العربية الخامسة التي كان من المقرر إقامتها في سبتمبر العام 1969، وكان له اهتمامات ثقافية فأسس مكتبته قورينا في شارع عمر المختار ببنغازي، ودار ليبيا للنشر خلال الخمسينات والستينات من القرن العشرين.

## وفاته
توفي يوم الأحد 29 جمادى الأولى 1443 هجريًّا الموافق 2 يناير 2022 ميلاديًّا في مدينة بنغازي عن عمر ناهز 92 عامًا، وقد نعاه المؤرخ سالم الكبتي، في منشور له على «فيسبوك» تضمن: «يغادر الدنيا الفانية اليوم الأستاذ الكبير عبدالمولى لنقى راعي الثقافة، التواصل، العلاقات الطيبة، بنغازي، ليبيا، الوطن، دار ليبيا، مكتبة قورينا، وزارة العمل والشؤون الاجتماعية، الهلال الأحمر، الحركة الكشفية، ديوان رفيق شاعر الوطن، المدينتان الرياضيتان، أعمال الخير، وغير ذلك الكثير، الأثر الباقي، يلحق برفيقه وصديقه الأثير مباشرة على مصطفى المصراتي».